# Сазыкино
 Сазы́кино  — село Пищулинского сельсовета Елецкого района Липецкой области.

## География
Сазыкино находится в северной части Елецкого района, в 1 км к северу от Ельца. Располагается на левом берегу реки Ельчик. На юго-восточной окраине села находится дендралогический парк «урочище Ходов лес», в котором множество природных пещер и гротов.

## История
В 1630 году упоминается пустошь Сазыкина Поляна. Это свидетельство заставляет думать, что ещё в более ранний период здесь находилось селение, сохранившее имя какого-то лица Сазыкина. В середине XVII века на пустошь пришли крестьяне, основав село, названное Сазыкином.
В «Списке населенных мест» Елецкого уезда Орловской губернии 1866 года, упоминается как «село казённое, 46 дворов, 323 жителя». В 1880 году 54 двора, 359 жителей, работает школа. 
Впервые церковь в Сазыкино отмечается в Окладных книгах Рязанской митрополии 1676 года, там же отмечается, что в селе значится 31 двор.
В 1905 году о местной церкви пишут так: «..В селе каменный храм во имя Рождества Христова, неизвестно, когда построенный, по преданию, на средства прихожан и благотворителей г. Ельца. Сохранилось сказание, что в Сазыкене существовал раньше храм деревянный на том месте, где теперь находится старое кладбище; здесь стоит небольшая часовня с крестом. В настоящем храме, кроме главного холодного алтаря, есть два теплые предела – правый во имя Смоленской Божьей Матери и левый – во имя Святит. и Чудотворца Николая, построенный в 1870 г. старанием Елецкого купца Николая Стратоновича Ходова. При храме имеется церковное здание, где с 1882 г. помещается земская школа. Церковь владеет капиталом в трех билетах Елецкого городского общественного банка на сумму 700 р., половина процентов с которых поступает в её пользу, и одним билетом Елецкого Отделения Государственного Банка в 100 р., проценты с которых полностью идут на церковные нужды».
По материалам всесоюзной переписи населения 1926 года в Сазыкино 109 дворов, 528 жителей. В 1932 году – 614 человек.

## Население
| 1866 | 1880 | 1926 | 1932 | 2010 |
| ---- | ---- | ---- | ---- | ---- |
| 323  | ↗359 | ↗528 | ↗614 | ↘30  |